# Batschia vahliana
Batschia vahliana là một loài thực vật có hoa trong họ Đậu. Loài này được (Wight) Kuntze mô tả khoa học đầu tiên năm 1891.